# XXXIV. Armeekorps
XXXIV. Armeekorps var en tysk armékår under andra världskriget. Kåren sattes upp den 13 november 1944.

## Befälhavare
Kårens befälhavare:
- General der Infanterie Friedrich-Wilhelm Müller 13 november 1944–8 december 1944
- General der Flieger Hellmuth Felmy 8 december 1944–7 maj 1945

Stabschef:
- Oberst Werner Danke 13 november 1944–1 december 1944
- Oberstleutnant Winkelbrandt 1 december 1944–7 maj 1945